# Les Éclats

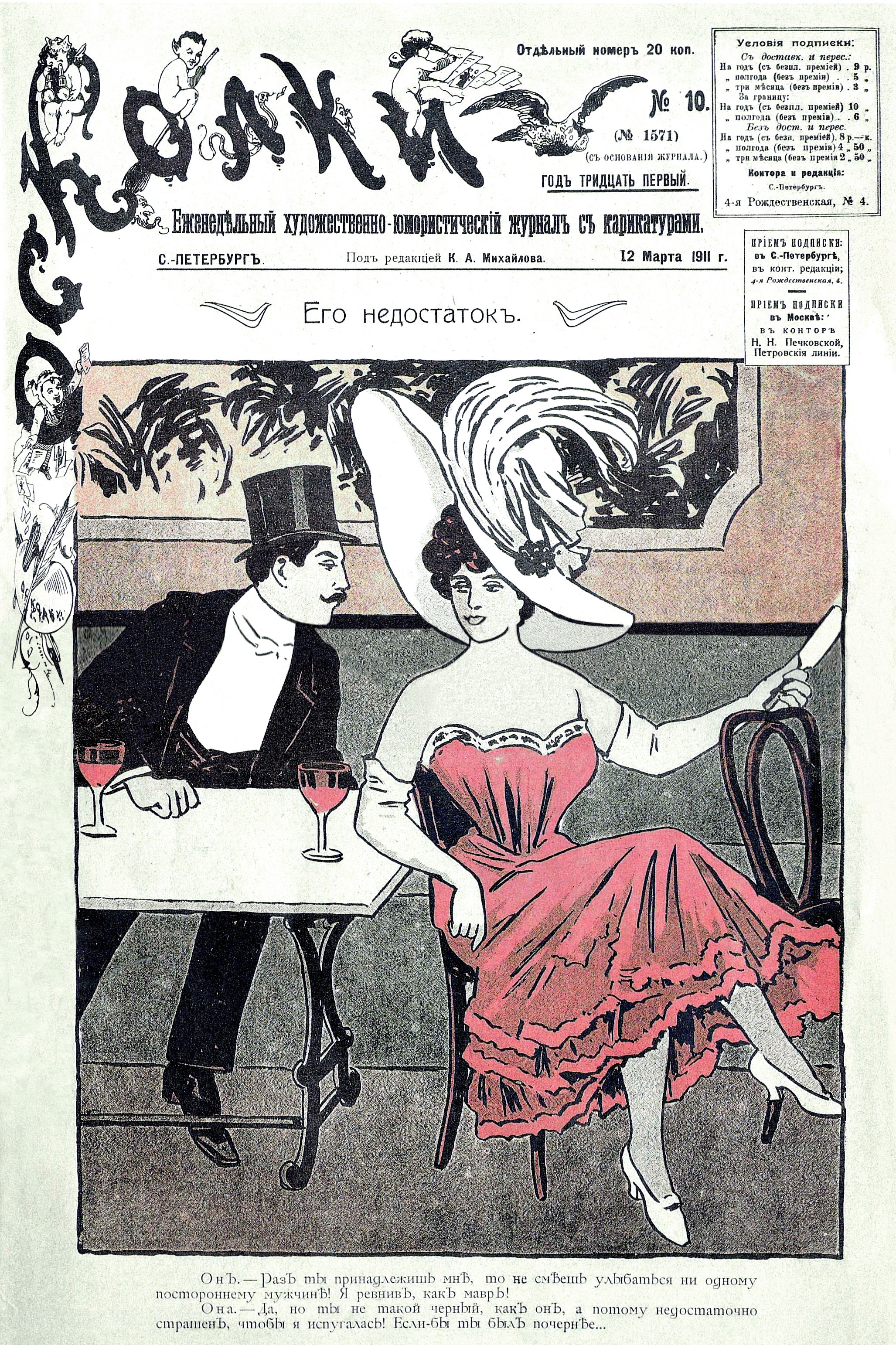
Couverture du magazine russe Les Éclats n° 10, du 12 mars 1911.

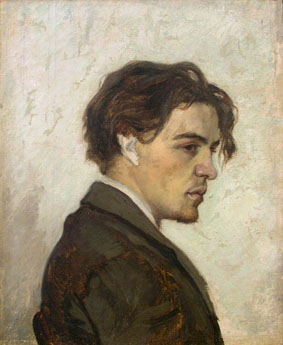
Anton Tchekov peint par son frère Nikolaï.

Les Éclats ou Oskolki (russe :Осколки) est une revue russe hebdomadaire, fondée par le journaliste Nikolaï Leikine (en) en 1881. La revue traitait de sujets « grand public ». Anton Tchekhov y a publié près de deux cent soixante douze nouvelles, de 1882 à 1886 principalement. Le peintre russe Nikolaï Tchekhov, frère d'Anton Tchekov  a également collaboré à cette revue. Alexeï Afanassiev également. 
L'écrivain Vladimir Guiliarovski y a publié divers textes.
Ce titre de presse disparaît en 1916.